# Chrysometa boraceia
Chrysometa boraceia là một loài nhện trong họ Tetragnathidae.
Loài này thuộc chi Chrysometa. Chrysometa boraceia được Herbert W. Levi miêu tả năm 1986.